# Калмык-Абдрашево
Калмык-Абдрашево — деревня в составе Сафакулевского района Курганской области, входит в сельское поселение Яланский сельсовет. Находится на берегу озера Большой Кошколь.

## Улицы
- Лесная ул.
- Молодёжная ул.
- Салавата Юлаева ул.
- Шагадата Кадырова ул.
- Школьная ул.

## История
До 1917 года в составе Сарт-Калмыкской волости Челябинского уезда Оренбургской губернии. По данным на 1926 год деревня Калмык-Абдрашитова состояла из 82 хозяйств. В административном отношении входила в состав Мурзабаевского сельсовета Яланского района Челябинского округа Уральской области.

## Население
| 1989 | 2002 | 2010 |
| ---- | ---- | ---- |
| 285  | ↗316 | ↘254 |

По данным переписи 1926 года в деревне проживало 344 человека (180 мужчин и 164 женщины), в том числе: башкиры составляли 100 % населения.